# Lachalade
Lachalade település Franciaországban, Meuse megyében. Lakosainak száma 54 fő (2022. január 1.). Lachalade Florent-en-Argonne, Vienne-le-Château, Boureuilles, Le Claon és Neuvilly-en-Argonne községekkel határos.

## Népesség
A település népességének változása:
| Lakosok száma | 131  | 68   | 57   | 56   | 73   | 68   | 54   | 50   | 48   | 54   |
|               | 1968 | 1982 | 1990 | 2006 | 2013 | 2015 | 2017 | 2019 | 2020 | 2022 |